# Nathan Gamble (Pokerspieler)
Nathan Gamble (* 1989 oder 1990) ist ein professioneller US-amerikanischer Pokerspieler. Er ist zweifacher Braceletgewinner der World Series of Poker.

## Persönliches
Gamble stammt aus North Richland Hills im US-Bundesstaat Texas. Er diente als Field Artillery Officer in der United States Army und war zeitweise in Südkorea stationiert.

## Pokerkarriere

### Werdegang
Seine erste Geldplatzierung bei einem Live-Turnier erzielte Gamble Mitte Juni 2011 bei der World Series of Poker (WSOP) im Rio All-Suite Hotel and Casino am Las Vegas Strip. Dort kam er bei einem Turnier der Variante Pot Limit Omaha in die Geldränge. Bei der WSOP 2016 belegte er im Main Event den mit mehr als 40.000 US-Dollar dotierten 176. Platz. Ende Juni 2017 gewann Gamble ein Event in Pot Limit Omaha Hi-Lo der WSOP 2017 und sicherte sich eine Siegprämie von über 220.000 US-Dollar sowie ein Bracelet. In derselben Variante setzte er sich im Juli 2020 unter dem Nickname surfbum bei einem Turnier der aufgrund der COVID-19-Pandemie ausgespielten World Series of Poker Online durch und erhielt rund 90.000 US-Dollar sowie sein zweites Bracelet.
Insgesamt hat sich Gamble mit Poker bei Live-Turnieren mehr als 500.000 US-Dollar erspielt.

### Braceletübersicht
Gamble kam bei der WSOP 28-mal ins Geld und gewann zwei Bracelets:
| Jahr   | Buy-in (in $) | Turnier                           | Teilnehmer | Preisgeld (in $) |
| ------ | ------------- | --------------------------------- | ---------- | ---------------- |
| 2017 O | 1500          | Pot-Limit Omaha Hi-Lo 8 or Better | 830        | 223.339          |
| 2020 O | 0600          | WSOP.com – PLO8 6-Handed          | 833        | 089.424          |